# KkStB 20.0
Die kkStB 20.0 war eine Elektrotriebwagenreihe der k.k. österreichischen Staatsbahnen kkStB.
Die beiden Fahrzeuge wurden 1905 von Siemens-Schuckert (elektrische Ausrüstung) und von der Grazer Waggonfabrik für die Montafonerbahn, für die die kkStB den Betrieb führte, gebaut.
Sie wurden mit 650 V Gleichstrom betrieben, hatten zwei Lyrabügel-Stromabnehmer und durch den Gepäckraum getrennte Abteile 2. und 3. Klasse.
Die Fahrzeuge blieben auch nach dem Ersten Weltkrieg auf ihrer Stammstrecke, d. h., sie kamen nach 1918 zur BBÖ, die sie nach Ende des Betriebsvertrags per 1. August 1926 an die Montafonerbahn retournierte.
Der 20.002 wurde 1949 in den Personenwagen Ci 6 (später BDi 10.106) umgebaut; die maschinelle Ausrüstung des 20.001 wurde 1953 für den ET 10.102 wiederverwendet.